# 关东军军官列表
关东军军官列表列示侵华日军关东军的各级军官。
- 所列军衔均以最初上任时的级别为准。
- 随着“总军”的设立，从1942年（昭和17年）10月1日起，司令官、参谋长和参谋副长均改称总司令官、总参谋长和总参谋副长。

## 司令官
1. 立花小一郎（1919年～1921年）
2. 河合操（1921年～1922年）
3. 尾野実信（1922年～1923年）
4. 白川义则（1923年～1926年）
5. 武藤信义（1926年～1927年）
6. 村冈长太郎（1927年～1929年） - 皇姑屯事件
7. 畑英太郎（1929年～1930年）
8. 菱刈隆（1930年～1931年） - 九一八事变
9. 本庄繁（1931年～1932年）
10. 武藤信义（1932年～1933年）
11. 菱刈隆（1933年～1934年）
12. 南次郎（1934年～1936年）
13. 植田谦吉（1936年～1939年）
14. 梅津美治郎（1939年～1944年）
15. 山田乙三（1944年～1945年） - 终战時总司令官，后被苏联红军关押。

## 参谋长
- 浜面又助少将（陸士4期，1919年4月12日～1921年3月11日）
- 福原佳哉少将（陆士5期，1921年3月11日～1923年8月6日）
- 川田明治少将（陆士10期，1923年8月6日～1925年12月2日）
- 斎藤恒少将（陆士10期，1925年12月2日～1928年8月10日）
- 三宅光治（日语：三宅光治）少将（陆士13期，1928年8月10日～1932年4月11日）
- 桥本虎之助少将（陆士14期，1932年4月11日～1932年8月8日）
- 小磯国昭中将（陆士12期，1932年8月8日～1934年3月5日）
- 西尾寿造中将（陆士14期，1934年3月5日～1936年3月23日）
- 板垣征四郎少将（陆士16期，1936年3月23日～1937年3月1日）
- 东条英机中将（陆士17期，1937年3月1日～1938年5月30日）
- 磯谷廉介中将（陆士16期，1938年6月18日～1939年9月7日）
- 飯村穣中将（陆士21期，1939年9月7日～1940年10月22日）
- 木村兵太郎中将（陆士20期，1940年10月22日～1941年4月10日）
- 吉本貞一中将（陆士20期，1941年4月10日～1942年8月1日）
- 笠原幸雄中将（陆士22期，1942年8月1日～1945年4月7日）
- 秦彦三郎中将（陆士24期，1945年4月7日～终战）

## 参谋副长
- 冈村宁次少将（陆士16期，1932年8月8日～1934年12月10日）
- 板垣征四郎少将（陆士16期，1934年12月10日～1936年3月23日）
- 今村均少将（陆士19期，1936年3月23日～1937年8月2日）
- 笠原幸雄少将（陆士22期，1937年8月2日～1937年9月27日）
- 石原莞爾少将（陆士21期，1937年9月27日～1938年12月5日）
- 矢野音三郎少将（陆士22期，1938年12月5日～1939年9月7日）
- 遠藤三郎少将（陆士26期，1939年9月7日～1940年3月9日）
- 秦彦三郎少将（陆士24期，1940年3月9日～1941年5月9日）
- 吉冈安直少将（陆士25期，1941年5月13日～1941年7月7日）
- 綾部橘樹少将（陆士27期，1941年7月7日～1942年7月1日）
- 秦彦三郎少将（陆士24期，1941年7月23日～1942年7月1日）
- 池田純久少将（陆士28期，1942年7月1日～1945年7月28日；负责情报和政策）
- 田村义富少将（陆士31期，1943年8月2日～1944年2月25日；负责作战部署）
- 松村知勝少将（陆士33期，1945年3月1日～终战；负责作战）
- 四手井綱正少将（陆士27期，1945年7月29～1945年8月18日；负责情报和政策）

## 高級参谋・第1课长
1931年（昭和6年）10月5日起，任第1课长。
- 香椎秀一（陆士6期，1919年4月12日～1919年6月28日）
- 高橋小藤治（陆士9期，1919年6月28日～1920年4月1日）
- 竹森正一（陆士11期，1920年4月1日～1922年8月15日）
- 松井七夫（陆士11期，1922年8月15日～1923年11月10日）
- 黒田周一（陆士14期，1923年11月10日～1926年3月2日）
- 河本大作（陆士15期，1926年3月2日～1929年5月14日）
- 板垣征四郎（陆士16期，1929年5月14日～1931年10月5日）
- 石原莞爾（陆士21期，1931年10月5日～1932年8月8日）
- 斎藤弥平太（陆士19期，1932年8月8日～1933年8月1日）
- 塚田攻（陆士19期，1933年8月1日～1935年3月15日）
- 下村定（陆士20期，1935年3月15日～1935年12月2日）
- 坂西一良（陆士23期，1935年12月2日～1937年3月1日）
- 綾部橘樹（陆士27期，1937年3月1日～1937年10月30日）
- 安倍克巳（陆士28期，1937年10月30日～1939年3月9日）
- 寺田雅雄（陆士29期，1939年3月9日～1939年9月7日）
- 有末次（陆士31期，1939年9月7日～1940年10月10日）
- 田村义富（陆士31期，1940年10月10日～1943年8月2日）
- 松村知勝（陆士33期，1943年8月2日～终战）

## 作战主任参谋
- 浦澄江中佐（陆士16期，1923年4月～1926年3月）
- 役山久义中佐（陆士19期，1926年8月6日～1928年10月10日）
- 石原莞爾少佐（陆士21期，1928年10月10日～1932年8月8日）
- 遠藤三郎少佐（陆士26期，1932年8月8日～1934年8月1日）
- 河辺虎四郎中佐（陆士24期，1934年8月1日～1935年8月1日）
- 綾部橘樹中佐（陆士27期，1935年8月1日～1937年10月30日）
- 欠員（1937年10月30日～1938年3月1日）
- 冈部重一中佐（陆士31期，1938年3月1日～1939年3月9日）
- 服部卓四郎中佐（陆士34期，1939年3月9日～1939年9月7日）
- 中山源夫中佐（陆士32期，1939年9月7日～1940年8月1日）
- 武居清太郎中佐（陆士35期，1940年8月1日～1943年8月2日）
- 草地貞吾中佐（陆士39期，1943年8月2日～终战）

## 情报主任参谋・第2课长
1941年（昭和16年）10月5日起，任第2课长。
- 桜田武（陆士25期，1925年8月7日～1928年8月10日）
- 花谷正（陆士26期，1928年8月10日～1929年8月）
- 新井匡夫（陆士26期，1929年8月～1931年10月5日）
- 板垣征四郎（陆士16期，1931年10月5日～1932年8月8日）
- 喜多誠一（陆士19期，1932年8月8日～1934年8月1日）
- 石本寅三（陆士23期，1934年8月1日～1935年8月1日）
- 河辺虎四郎（陆士24期，1935年8月1日～1936年6月19日）
- 武藤章（陆士25期，1936年6月19日～1937年3月1日）
- 冨永恭次（陆士25期，1937年3月1日～1938年3月1日）
- 山冈道武（陆士30期，1938年3月1日～1939年4月20日）
- 磯村武亮（陆士30期，1939年4月20日～1940年11月9日）
- 西村敏雄（陆士32期，1941年2月4日～1942年8月20日）
- 武田功（陆士34期，1942年8月20日～1944年10月31日）
- 大越兼二（陆士36期，1944年10月31日～1945年4月10日）
- 浅田三郎（陆士36期，1945年4月10日～日本宣布投降）

## 后方主任参谋・第3课长
1941年（昭和16年）10月5日起，任第3课长。
- 竹下义晴（陆士23期，1931年10月5日～1932年8月8日）
- 原田熊吉（陆士22期，1932年8月8日～1935年8月1日）
- 永津佐比重（陆士23期，1935年8月1日～1936年3月15日）
- 竹下义晴（陆士23期，1936年3月15日～1937年10月13日）
- 磯矢伍郎（陆士29期，1939年4月20日～1940年8月1日）
- 青木一枝（陆士33期，1940年8月1日～1941年9月11日）
- 村中嘉二郎（陆士33期，1941年9月11日～1943年8月2日）
- 中島义雄（陆士36期，1943年8月2日～1944年2月7日）
- 谷岩蔵（陆士37期，1945年1月12日～日本宣布投降）

## 政策主任参谋・第4课长
1941年（昭和16年）10月5日起，任第4课长。
- 松井太久郎（陆士22期，1931年10月5日～1932年2月17日）
- 坂田义郎（陆士21期，1932年2月17日～1933年8月28日）
- 秋山义隆（陆士24期，1933年8月28日～1934年8月1日）
- 欠员（1934年8月1日～1937年3月1日）
- 片倉衷少佐（陆士31期，1937年3月1日～1939年8月1日）
- 黒川邦輔中佐（陆士32期，1939年8月1日～1942年2月14日）
- 小尾哲三大佐（陆士34期，1942年2月14日～1944年10月14日）
- 原善四郎中佐（陆士40期，1944年10月14日～1945年8月7日）
- 宮本悦雄大佐（陆士38期，1945年8月7日～终战）

## 经理部长
- 佐野会輔：主計总監（1930年12月22日～1933年8月1日）
- 鈴木熊太郎：一等主計正（1933年8月1日～1936年12月1日）
- 矢部潤二：主計監（1936年12月1日～1939年8月1日）
- 古野好武：主計少将（1939年8月1日～1945年7月5日）
- 栗橋保正：主計中将（1945年7月5日～）

## 军医部长
- 伊藤賢三：军医監（1931年8月1日～1934年3月5日）
- 梶井貞吉：军医監（1934年3月5日～1935年8月1日）
- 石黒大介：军医監（1935年8月1日～1936年8月1日）
- 出井淳三：军医总監（1936年8月1日～1938年3月1日）
- 斎藤干城：军医少将（1938年3月1日～1939年12月1日）
- 梶塚隆二：军医少将（1939年12月1日～）

## 法务部长
- 大山文雄（1929年6月21日～1932年12月19日）
- 竹沢卯一（1932年12月19日～？）
- 匂坂春平（1938年1月20日～1940年3月29日）
- 松本倭文雄：法務少将（1940年3月29日～1945年4月20日）
- 小幡通徳：法務少将（1945年4月20日～终战）

## 补给监
1941年（昭和17年）10月20日新增补给监，由参谋长兼任。

## 补给监部参谋长
- 高田清秀大佐（陆士29期，1942年10月20日～1943年8月2日）
- 田村义富少将（陆士31期，1943年8月2日～1944年2月25日）
- 佐藤傑少将（陆士29期，1944年2月25日～终战）

## 特种情报部长
1. 1938年（昭和13年）8月1日设立“特种情报部”，当时隶属于参谋部第2课，俗称“研究部”。
2. 1941年5月15日改编为特种情报部。
3. 1944年6月30日改编为特种情报队。

- 大久保俊次郎大佐（陆士24期，1938年8月1日～1942年8月1日）
- 深堀游亀少将（陆士28期，1942年8月1日～1943年6月10日）
- 小松巳三雄大佐（陆士29期，1943年6月10日～终战）

## 筑城部长（工兵部长）
1. 创立时称为关东军参谋部第2分部。
2. 1941年（昭和16年）5月31日改编为筑城部（工兵部）。
3. 1945年5月25日改编为建设团。

- 前田正実大佐（陆士25期，1937年7月5日～1938年2月1日）
- 河田末三郎大佐（陆士28期，1938年2月1日～1942年8月10日）
- 久保禎三少将（陆士28期，1942年8月10日～1943年6月10日）
- 花井京之助大佐（陆士32期，1944年7月15日～终战）

## 化学部长
1939年（昭和14年）8月1日从原技术部独立。
- 勝村福治郎大佐（陆士27期，1939年8月1日～1939年11月1日）
- 小柳津政雄大佐（陆士28期，1939年11月1日～1940年12月2日）
- 宮本清一大佐（陆士29期，1940年12月2日～1943年1月18日）
- 山脇正男少将（陆士28期，1943年1月18日～1944年6月20日）
- 秋山金正少将（陆士30期，1944年6月20日～1945年7月28日）
- 丹羽利男大佐（陆士34期，1945年7月28日～终战）

## 防疫给水部长
- 参照“731部队——关东军防疫给水部”相关项目。

## 军马防疫厂
- 高島一雄：一等兽医正（1936年8月1日～1940年3月9日）
- 並河才三：兽医中佐（1940年3月9日～1942年7月1日）
- 若松有次郎：兽医大佐（1942年7月1日～终战）

## 大陆铁道司令官
1. 最初仅设有关东军野战铁道司令官一职。
2. 1944年（昭和19年）12月16日改称大陆铁道司令官。

- 舞伝男少将（陆士19期，1937年8月20日～1939年3月9日）
- 草場辰巳中将（陆士20期，1939年3月9日～1940年10月1日）
- 横山鎮雄中将（陆士24期，1940年10月1日～1942年6月26日）
- 木村経広中将（陆士23期，1942年8月31日～1943年12月27日）
- 鎌田銓一少将（陆士29期，1943年12月27日～1944年12月16日）
- 草場辰巳中将（陆士20期，1944年12月16日～终战）